# 센다이 공항철도
센다이 공항철도 주식회사(일본어: 仙台空港鉄道株式会社, せんだいくうこうてつどうかぶしきがいしゃ)은 일본의 철도 회사 하나이다. 미야기현 나토리시에 노선을 가진다. 약칭은 SAT(Sendai Airport Transit)이다.

## 개요
센다이 공항철도 주식회사는 제3 섹터 반식이며 미야기 현, 센다이시, 나토리 시, 이와누마시, 동일본 여객철도가 주로 출자했고 2000년에 설립되었다.
야마가타현도 5,000만엔을 출자했다. (야마가타 현은 센잔 선을 거쳐 센다이 공항역까지 직결 운행하는 열차를 설치하려는 계획을 가진다.)

## 노선
노선 운영은 JR 동일본에 위탁하고 있다.

## 차량

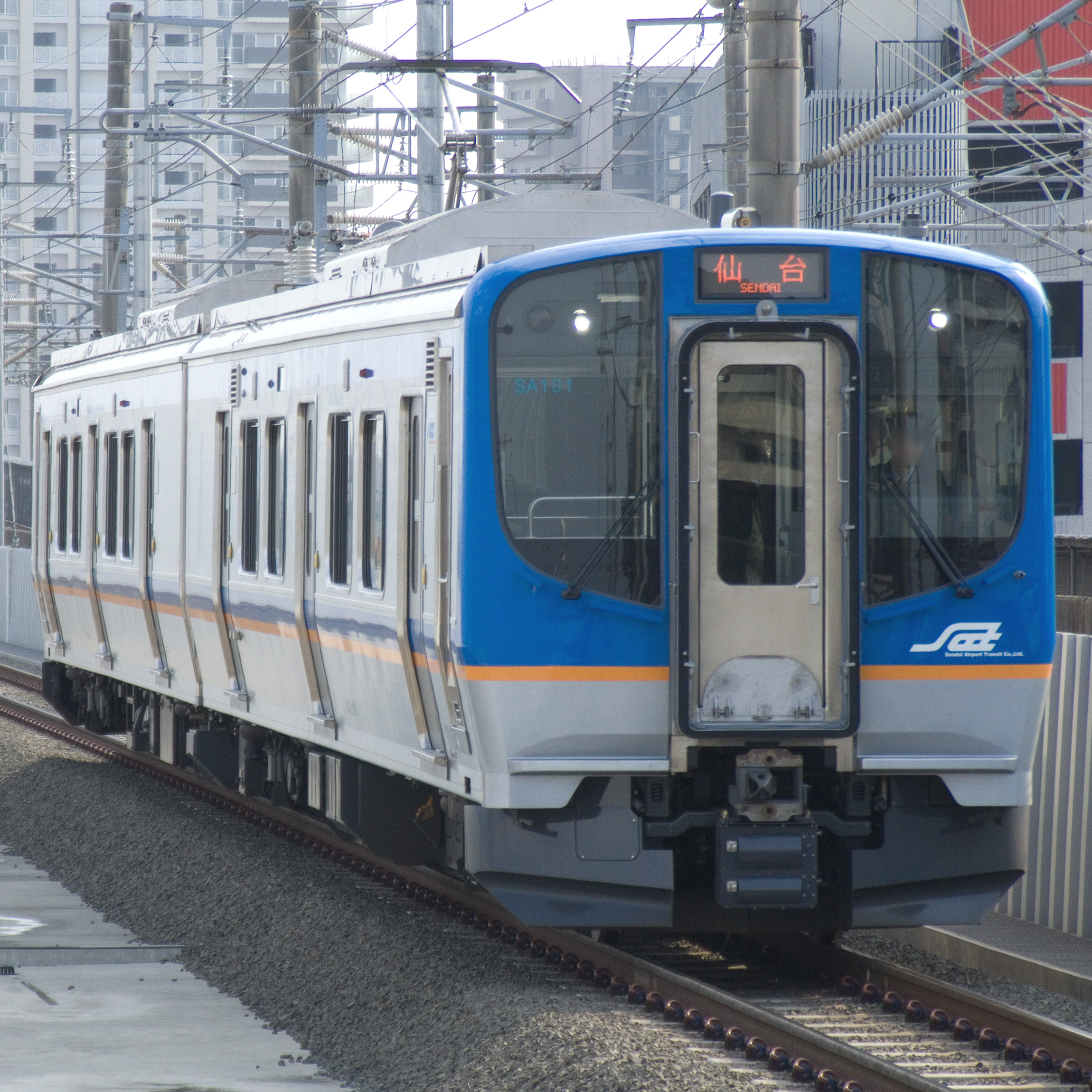
E721 계

## 역사
- 2000년 4월 7일 - 설립.
- 2007년 3월 18일 - 노선 개통.